# Gerolamo Araolla
(Incipit di "Lettera al Maestro")
Gerolamo Araolla, conosciuto anche come Hieronimu Araolla (Sassari, XVI secolo – Roma, 1615), è stato un poeta e presbitero sardo.
Fu scrittore in tre lingue, sardo, spagnolo e italiano, perseguì il fine di dare spessore letterario alla sua lingua, il sardo, nella variante logudorese; parallelamente volle recuperare la tradizione  dei  racconti  sui  santi  sardi.

## Biografia
Non si conoscono molti particolari della vita di Gerolamo Araolla. Nacque a Sassari nel primo ventennio del secolo XVI, da nobile famiglia, che nel 1531 risultava in possesso di un castello a Porto Torres.
Dopo una gioventù vivace, intraprese gli studi di letteratura e di filosofia sotto la guida di Gavino Sambigucci ma, dopo qualche tempo, lasciò la Sardegna per completare gli studi di diritto all’Università di Bologna. Questa scelta rappresenta un elemento di rilievo al fine di individuare la sua formazione intellettuale, che fu italiana più che iberica e orientata verso l'ideale di una cultura cosmopolita, come quella allora bolognese. Ben presto si cimentò nella imitazione letteraria della poesia dantesca e petrarchesca e infine del Tasso.
Nel 1543-44, Araolla figurava come primo consigliere del comune di Sassari: carica che ancora ricoprì negli anni 1548-49 e 1554-55, mentre venivano a rafforzarsi quei vincoli di salda amicizia con i poeti Angelo Simone Figo, Gavino Sugner e, soprattutto, con lo storico Giovanni Francesco Fara che risalivano probabilmente al tempo del discepolato col Sambigucci, e che il poeta avrebbe rievocato in una pagina altamente commossa delle Rimas espirituales.

## Produzione poetica
Fu importante poeta, autore di versi in sardo, spagnolo ed italiano, in sostanziale sintonia con la situazione sociolinguistica che caratterizzava la Sardegna del suo periodo (la prima lingua acquisita come naturale codice espressivo, le altre due come quello dell'intellettualità).
Nel 1582 pubblicò il suo poema Sa vida, su martiriu, et morte dessos gloriosos Martires Gavinu, Brothu et Gianuari, che compose attingendo dal vasto materiale delle leggende popolari sulla vita dei martiri turritani. Quest'opera, articolata in 244 stanze e per circa duemila versi, ebbe larga circolazione nell'isola, divulgato probabilmente dal clero dei villaggi come sussidio dell'opera pastorale. Il poema costituisce il massimo sforzo per la costruzione di una lingua letteraria sarda, e a tal fine si giustifica anche la struttura metrica dell'opera, l'ottava rima.
Pochi anni dopo focalizza le proprie concezioni di poetica e retorica nell'introduzione/dedica della sua opera successiva, Rimas diversas spirituales (1597), col compito di magnificare et arrichire sa limba nostra sarda ("esaltare e arricchire la nostra lingua sarda"), allo stesso modo in cui i poeti spagnoli, francesi ed italiani lo avevano fatto per la loro rispettiva lingua, seguendo schemi già collaudati (es. la Deffense et illustration de la langue françoyse, il Dialogo delle lingue): per la prima volta è così posta la cosiddetta "questione della lingua sarda", poi approfondita da vari altri autori.
Araolla affermò che la poesia deve soprattutto delectare, docere, e movere. Ritenne però che si dovesse superare la concezione umanistica dell'arte poetica quale decorum e imitatio. Egli fu petrarchista di profondissima cultura e grande conoscitore dell'opera di Tasso, filosoficamente vicino ad un rigoroso neoplatonismo poggiato sulla solida base del pensiero agostiniano.
Nel primo XVII secolo è attestato a Sassari, come studente del Seminario Tridentino fondato da Antonio Canopolo, un giovane omonimo del poeta, probabilmente un suo nipote.

## Opere
- Discursu de sa miseria humana, (1582)
- Sa vida, su martiriu, et morte dessos gloriosos martires Gavinu, Brothu et Gianuari, per Francisci Guarneriu istampadore de Nicolau Canellas, Calaris (Cagliari) 1582 [poi: Rossi, Mondovì 1615; in appendice a Giovanni Spano, Ortographia sarda nationale, Imprenta regia (Reale Stamperia), Kalaris (Cagliari), 1840, pp. 131–219; e, a c. di Michele Pinna, Il Rosello, Sassari 2000].
- Rimas espirituales, Cagliari, 1597
- Rimas diversas Spirituales de su Dottore Hieronimu Araolla Sardu Sassaresu, Ioanne Maria Galcerinu, Calaris (Cagliari) 1597, [poi: pubblicato all'interno della raccolta Canti popolari della Sardegna,Ed. Pier carlo Timon e figli, Cagliari, 1833[6]; a cura di Max Leopold Wagner, Max Niemeyer, Dresda 1915; a cura di Maurizio Virdis, Centro di Studi Filologici Sardi / Cuec, Cagliari 2006]